# 杜慶華
杜慶華（と けいか、Du Qinghua、1919年4月14日 - 2006年11月5日）は中華人民共和国の教育者、物理学者。中国における航空学、航空材料工学の先駆者であった。中国工程院の古くからの会員でもあった。

## 経歴
1919年4月14日浙江省杭州生まれ。1930年代杭州初級中学で学んだ。1936年、杭州高級中学を卒業した。1937年、浙江大学で学び、1940年に交通大学（現在の上海交通大学）の機械工学を卒業した。
1947年、アメリカへ留学した。スタンフォード大学に入学し固体物理学を専攻した。1948年6月、スタンフォードより航空工学で修士号を取得した。1948年9月、ハーバード大学に移り、リヒャルト・フォン・ミーゼスの学術的助言の下、流体力学を研究した。1949年6月、ハーバードから航空学の修士を得た。1949年9月、スタンフォードに戻りステパーン・ティモシェンコとGoodierとともに航空光構造に関する研究を行った。1951年4月、博士号を取得した。
1951年6月、中国へ戻り北京大学で教鞭をとった。1952年、 清華大学に移り、機械学の教授・研究リーダーとなった。1958年、清華大学の機械工程学院の創設者の1人となった。1983年から1987年まで、上海交通大学、西安交通大学、浙江大学の非常勤講師を務め、南京航空航天大学の名誉教授となった。
中国における現代航空宇宙材料工学の創始者である。清華大学における機械工学・材料工学の教育・研究の創始者でもある。1997年、中国工程院(CAE)の会員に選出された。

## 業績
130以上の論文やいくつかの有名な教科書・ハンドバックを書いた。
- Material Mechanics (《材料力学》)
- Theory for Elasticity (《弹性理论》)
- Handbook for Engineering Mechanics (《工程力学手册》)

## 家族
娘の杜憲は俳優陳道明の妻である。